# 古驰鸟龙属
古驰鸟龙（学名：Palaeocursornis ）是翼龙目的一个单型属。唯一已知物种科内特古驰鸟龙（P. corneti）是于1984年根据一块被解释为股骨远端的骨骼所描述，发现于罗马尼亚西北奥拉迪亚附近距科内特一英里处的早白垩世岩层（可追溯至大约1.43亿年前）。其最初被猜测为一种疑似平胸类的古颚鸟，后来又被视为一种更原始的今鸟形类或非鸟兽脚类。然而近来对标本的重新检视提出其并非股骨，而是一只类似神龙翼龙的翼手龙亚目翼龙的上臂骨骼（肱骨）。
该动物栖息于当时皮埃蒙特-利古里亚洋东部一片由火山岛及珊瑚岛组成的群岛上。由于该群岛位于北纬35°附近，故气候比今天更温暖湿润，它今日的加勒比或印度尼西亚大致相似。其栖息地属多山的喀斯特地形，拥有众多淡水和／或半咸水河流、湖泊及沼泽。

## 分类
这些骨骼最初被描述为科内特湖鸟龙（Limnornis corneti）。然而该属名已用于灶鸟科的弯嘴芦雀。此外，这些归入新分类单元的骨骼分属于两个不同物种，两者甚至可能并不近缘。不幸的是，用于替换“科内特湖鸟龙”的新名称实际上是代指其它物种的材料（故为科内特欧洲湖鸟龙），造成了相当大的混乱，因为它给两个物种指定了相同的种名（科内特）。后来试图将股骨重新描述为比霍尔古驰鸟龙（Palaeocursornis biharicus），尽管该物种就二名法而言是无效的，但至少建立了一个正确的属。目前的有效名称科内特古驰鸟龙（Palaeocursornis corneti）由尤尔查克与凯斯勒于1985年首次提及，但当时仍为无资格名称，直到第二年该属效公布后才生效（尽管有一个不必要的种异名），如上所述。波克与布勒（1996年）阐明了这些异名令人困惑的历史：
异名
- 科内特湖鸟龙 Limnornis corneti Kessler & Jurcsák 1984
- 科内特古驰鸟龙 "Palaeocursornis corneti" Kessler & Jurcsák 1985（无资格名）
- 北霍尔古驰鸟龙 "Palaeocursornis biharicus" Kessler & Jurcsák 1985（无资格名）
- 比霍尔古驰鸟龙 Palaeocursornis biharicus Kessler & Jurcsák 1986